# Samuel Beatty
Pour les articles homonymes, voir Samuel Beatty (1820-1885) et Beatty.
Samuel Beatty (1881-1970) est un mathématicien canadien. On lui doit le théorème de Beatty.